# ليوناردو فيليز
ليوناردو فيليز (بالإسبانية: Leonardo Véliz)‏ مواليد 3 سبتمبر 1945 في تشيلي، هو لاعب كرة قدم تشيلي سابق ومدرب كرة قدم. سبق له أن لعب في كأس العالم لكرة القدم مع منتخب بلاده.

## روابط خارجية
- ليوناردو فيليز على موقع الاتحاد الدولي (مؤرشف)  (الإنجليزية)
- ليوناردو فيليز على موقع قاعدة بيانات كرة القدم.إي يو (الإنجليزية)
- ليوناردو فيليز على موقع ناشيونال فوتبول تيمز (الإنجليزية)